# 東観漢記
『東観漢記』（とうかんかんき）は、後漢（25年から220年）の歴史を記した歴史書。もと143巻であったが、のちに失われ、現在見ることができるのは清代以降に佚文を集めたものである。
後漢一代を紀伝体によって記す。官撰によって編纂された。書名は後漢宮城の南宮東観にて編纂が行われたことにちなむ。後漢時代についての基本的な史料の一つであり、史料的価値は高い。
三国時代以後、司馬遷『史記』・班固『漢書』と並び重んじられ、合わせて「三史」と尊ばれた が、唐代以後はこれに范曄『後漢書』が取って代わるようになる。

## 書名の由来
書名の「東観」とは、後漢時代に修史の史料庫が置かれた場所のこと。章帝から和帝の間に、蘭台から南宮東観に史料編纂の中心が移った。元来はただ単に「漢記」と呼ばれていたが、南北朝時代から「東観漢記」・「東観記」・「東観」などと記されているのが確認できる。

## 後漢時代の修史事業および東観について
後漢時代の東観については小林春樹による詳しい研究 があるので、それに依拠して説明する。

### 東観の所在と後漢初期の史料編纂

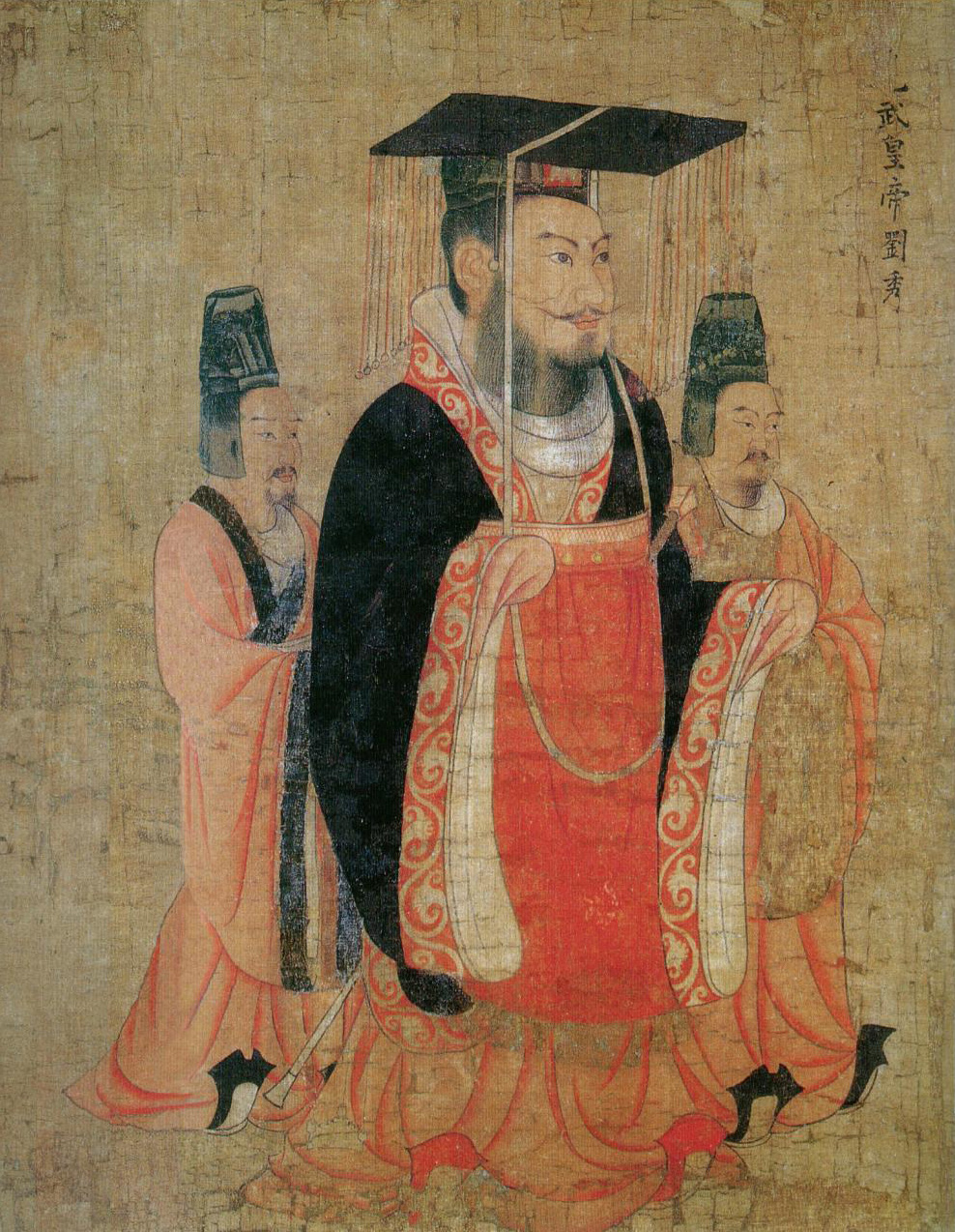
光武帝
図讖を利用して支配強化に努めた光武帝であったが、一方で図讖には過激な革命思想が含まれていたために、その内容は後漢の反対勢力にも利用可能なものであった。そのため後漢王朝は図讖をよりどころとする諸勢力 に大規模な弾圧を加えてもいる。

後漢時代の東観の建物のおおよそについては、『芸文類聚』巻63居処3観条に採録されている「東観賦」および「東観銘」によって知ることができる。所在位置は後漢洛陽城の南宮の東側に存在し、南宮の西側には蘭台が存在していた。本来後漢初期には蘭台が史料編纂の中心となっていたが、それは後漢政府が当初讖緯を重視していたためであり、蘭台は以前から図讖の収集をその職務としていた。当時図讖は後漢政府の正統性強化にも貢献していた反面、反政府勢力の根拠ともなっていた。蘭台に修史事業の拠点を設けるということで、初期の後漢政府の修史事業には、図讖に基づいた歴史書編纂によって反後漢勢力の封じ込めをはかる王朝側の積極的な意図が見えるのである。

### 後漢後期の史料編纂と東観人士の合理主義的歴史観
章帝の時期から修史の中心は東観に移っていくのであるが、章帝期はいまだ蘭台の影響下にあり、独自性を発揮していなかった。しかし和帝の時期には班昭による『漢書』続修などの独自な修史事業が東観でおこなわれ始めた。安帝の時期には正式に史官が置かれ、複数人による歴史書編纂が定着することになった。この安帝以後の東観人士、たとえば張衡や崔寔・朱穆・馬融・蔡邕らは図讖に批判的であって、彼らは図讖に親和的と考えられている今文学派と対立する古文学派であり、経文解釈においてより合理主義的であった。これは彼らの歴史観にも影響しており、彼らは図讖に否定的で、したがって蘭台の歴史叙述にも批判的であり、たとえば張衡は班固『漢書』王莽伝が詳細に災異や瑞祥を記しているのは不適当であるといい、さらに班固の「世祖本紀」 が更始の年号を用いていないのは、光武帝が当初更始帝に属していた事実を歪曲するものであるとした。このことは漢王朝を神聖視しないという意味で、その支配を相対化して考えることが可能となり、ひいては王朝の滅亡もありうべきことと考える柔軟さを生んだ。さらには断代史の考えに結びつき、また史実に比較的忠実な歴史叙述も可能とした。そのため蘭台によって編纂された光武帝紀と東観による明帝紀以後では、歴史叙述の性格が大きく異なっているのである。
『東観漢記』を扱う際は、以上のような経緯を把握しておくと、光武帝紀と明帝紀以後の記述姿勢の違いに意識的になることができ、ひいては『東観漢記』を祖本とする范曄『後漢書』を読む際にも留意することが可能となるのである。

## 代表的な版本
『東観漢記』はいったん完全に失われ、現行のテキストはすべて他の書籍の引用を集めた輯佚書である。
ここでは現存する『東観漢記』の代表的な版本について紹介する。

### 姚本（柏筠書屋後漢書補逸本）
正式には「柏筠書屋後漢書補逸本」という。8巻。清代に姚之駰が編輯し、彼が同じく復原した七家後漢書とともに『後漢書補逸』として柏筠書屋より刊行された。「帝王」・「后妃」・「諸王」・「一般人物」という編立てがされているが、その配列は標題に従って随意的になされたもので、劉知幾『史通』によって知られる本来の編立てを無視している。その内容も『後漢書』李賢注や『続漢書』劉昭注・『北堂書鈔』・『芸文類聚』・『初学記』の5種のみからの輯逸にとどまり、不完全である。『二十四史訂補』に『後漢書補逸』が採録されており、姚本の内容を確認することができる。『二十四史訂補』は日本国内の大学図書館に収蔵されている。

### 聚珍本（武英殿聚珍本）
正式には「武英殿聚珍本」という。24巻。『四庫全書』の編纂に際して、姚本に『太平御覧』・『永楽大典』などから佚文を加えたもの。これにより内容は姚本の1.6倍となり、編立てもより原形に近いものに直された。内訳は帝紀3巻・年表1巻・志1巻・列伝17巻・載記1巻・逸文1巻。台湾商務印書館などから出版されており、日本国内の大学図書館に収蔵されている。

### 四部備要本
「四部備要」に採録されたもの。24巻。基本的には聚珍本と変わらない。日本では、影印されたものなどが大学図書館に収蔵されている。

### 校注本（東観漢記校注）
聚珍本をもとに、呉樹平により校勘が加えられたもの。22巻。詳しい編立てについては#内容を参照。現在最も入手が容易であり、かつ信頼性が高い版本。初版は中州古籍出版社から1987年に刊行されたが、ほどなく絶版となる。2008年に中華書局から「中国史学基本典籍叢刊」の1冊として刊行されており、入手は容易。

## 評価

### 中国史学における伝統的な評価

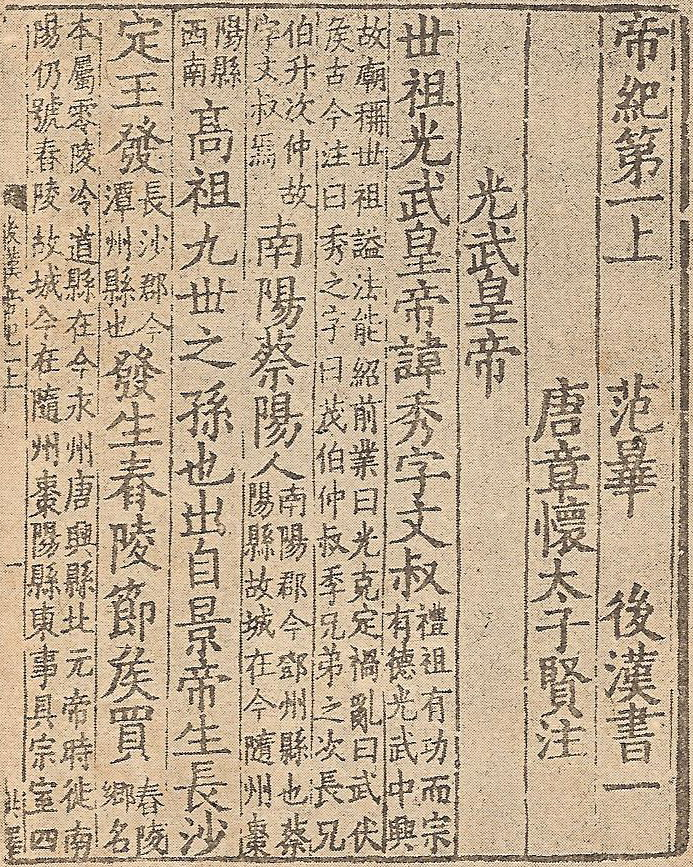
『後漢書』（宋紹興本）
南朝宋代に范曄が『後漢書』をなすと、これが歓迎され、『東観漢記』は徐々に廃れた。特に唐代に章懐太子李賢が注を施したことで、范曄『後漢書』の優位は決定的となる。

既述のように、三国時代には司馬遷『史記』・班固『漢書』とともに、「三史」として重んぜられた『東観漢記』であったが、南朝宋代に范曄が『後漢書』を上梓すると、文体も非常に整っていたので、これが重んじられるようになった。早くも南朝梁代に劉昭注が現れ、唐代李賢注によってこの傾向は決定的となった。勅撰による『群書治要』も後漢時代の歴史記事については范曄の『後漢書』から引用する。対して、『東観漢記』には六朝時代の注釈は一つもない。したがって史実考証ももっぱら范曄の『後漢書』に基づいて行われるようになり、『東観漢記』はたちまち廃れた。たとえば、劉知幾は唐代において「世間で後漢の史書と認められているのは范曄『後漢書』と袁宏『後漢紀』のみである」 と述べている。『史通』「覈才」編においても『東観漢記』が同時代史を扱った歴史書であるために制約が多く『漢書』に劣ることを傅玄の文章を引用しつつ論じ、同書「忤時」編でも『東観漢記』がさまざまな著者の記述の寄せ集めに過ぎず、一貫性のないことを批判している。

### 現代歴史学における史料的価値
池田昌広は呉樹平の研究を紹介している。それによれば、基本的に『東観漢記』の情報量は范曄『後漢書』や七家後漢書に比べ多く、たとえば光武帝紀の文字数で見ると、『東観漢記』は『後漢書』の3倍ほどであると推定される。范曄『後漢書』は先行する諸家の『後漢書』を参照してなったものであるが、わけても『東観漢記』に依拠することすこぶる多い。したがって、現在比較的完全な形で提供される范曄『後漢書』を利用する際は『東観漢記』の本文が参照できる場合は当然それを確認するのがよい。
一方で、斎藤実郎が『東観漢記』・七家後漢書・范曄『後漢書』を比較検討した研究がある。それによれば、『東観漢記』は実録のような第一次的な史記録かそれに近いものと従来考えられて、その他の後漢時代を扱った歴史書より高い史料的価値を与えられてきたのであるが、実際は必ずしもそうとはいえず、基本的にその他の『後漢書』や『後漢紀』などと同等に扱うべきではないかとの見解が示されている。

## 経緯

### 編纂過程
編纂過程については、中華書局『東観漢記校注』の「序」に詳しい。今それに従えば、およそ4回の編纂過程を経て『東観漢記』は完成した。

#### 最初の編纂事業：明帝期

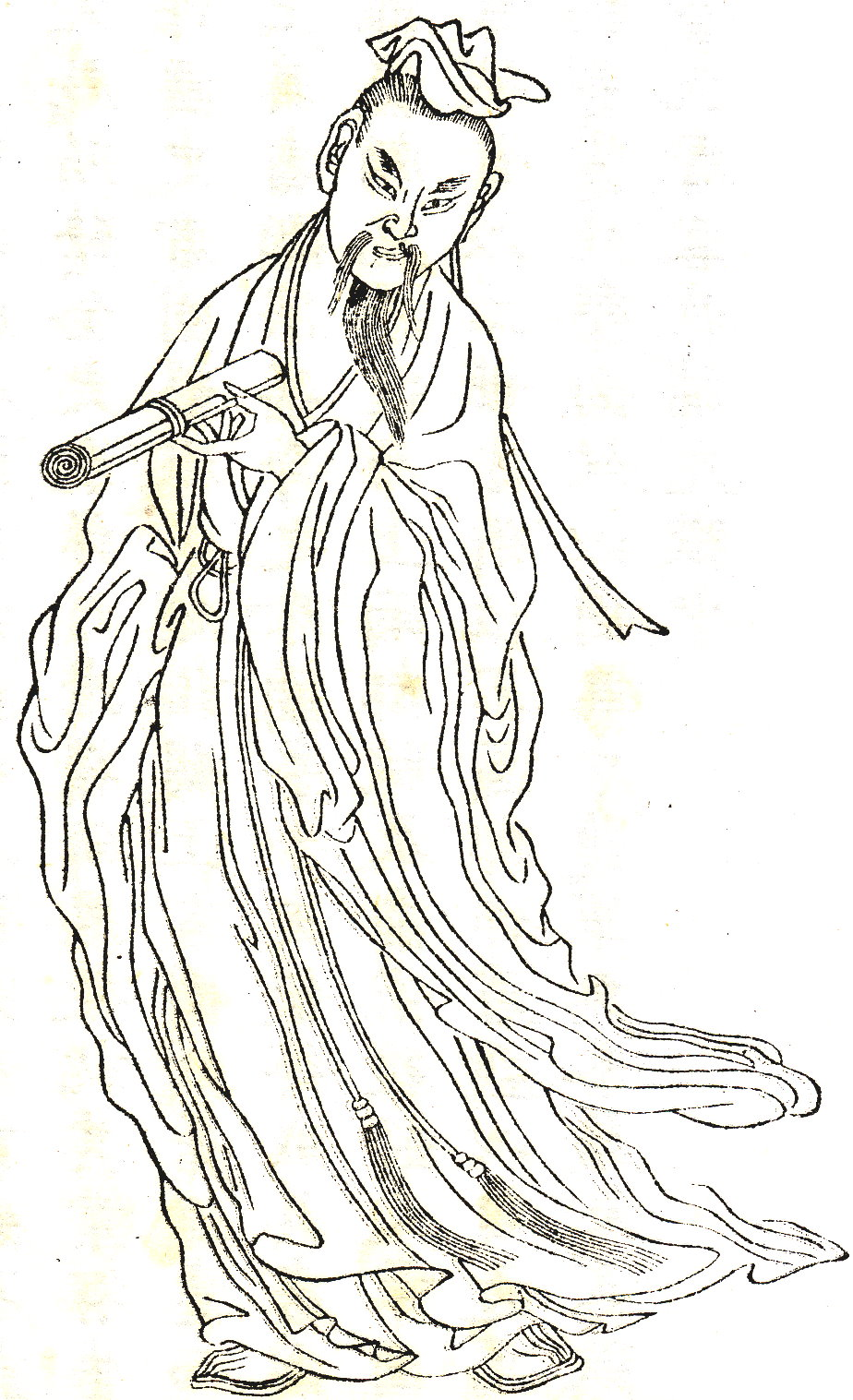
班固
父班彪が始めた修史事業を受け継いで『漢書』をなしたことで有名。蘭台令史として『東観漢記』の光武帝紀の原形となる「世祖本紀」編修に携わる。この「世祖本紀」編修によって、班固は図讖に基づいて漢王朝支配を擁護する歴史観を明らかにして明帝の信頼を得、『漢書』続修を許された。

最初期の編纂は後漢明帝期に行われた。後漢の当初 は国力に余裕がなく、荒廃した経済の回復と政権の確立が急務であり、文化においては讖緯の思想が優勢で、歴史叙述は顧みられることはなかった。しかし明帝が即位して後、政治経済状況は安定し、文化事業にも注力されるようになる。班固が『漢書』を私撰し、それを明帝が読んで宮中にてその編纂を続けるよう命じ、また陳宗・尹敏・孟異の3人とともに共同で光武帝の本紀を編纂させた。さらに3人のほか、杜撫・馬厳・劉復・賈逵4人とともに、光武帝の功臣、および平林軍・新市軍、加えて公孫述の事績について列伝を班固に編纂させ、班固は列伝・載記28編を奏上した。

#### 第2次編纂事業：安帝期
第2期の編纂は安帝期のものである。安帝の永寧年間に劉珍・李尤・劉騊駼・劉毅らが太后の鄧綏の詔を受けて「中興以下名臣列士傳」を著した。劉知幾によれば、この書物はただ単に名臣列士の伝記を記したものではなく、建武年間から永初年間に至るまでの本紀や表を備えたものであり、初めて国史としての体裁を整えたものであった。劉珍らが没して後、伏無忌・黄景らが事業を引き継ぎ、諸王・王子・功臣・恩沢侯の表および南単于と西羌の伝、「地理志」を備えたものとなった。

#### 第3次編纂事業：桓帝期
編纂の第3期は桓帝の時代である。元嘉元年（151年）桓帝は辺韶・崔寔・朱穆・曹寿らに命じて「孝穆皇伝」・「孝崇皇伝」 および「順烈皇后伝」を編纂させ、外戚列伝や儒林列伝を増補させた。さらに、崔寔・曹寿に延篤と共同で百官表を作らせ、順帝朝の功臣である孫程・郭鎮の列伝を加えさせ、鄭衆・蔡倫らの列伝を作らせた。このときなったのはおおよそ114編であった。

#### 第4次編纂事業：後漢末
最後の編纂は霊帝・献帝の在位期であった。劉知幾によれば、熹平年間に蔡邕・馬日磾・楊彪・盧植らが東観において本紀・列伝を増補した。また蔡邕は志を著した。劉知幾によれば、董卓の暴政による混乱で『東観漢記』は多く散佚したらしい が、許遷都後の建安元年（196年）以後、楊彪が修史事業を引き継ぎ、最終的に整備した。このとき143巻。

### 散佚過程
南朝宋代に范曄の『後漢書』がなると、そちらが重んじられて注釈が施されるようになり、特に唐の章懐太子李賢が『後漢書』に注を附して以後は『東観漢記』はしだいに衰えて、散佚した。『隋書』経籍志には143巻となっており、楊彪の最終編集時と同数であるが、『旧唐書』経籍志では127巻に減っている。南宋初期の記録によれば、その巻数は43巻残っているのが確認されているが、それも紹興26年（1156年）には失われた。のちに蜀で異本が見つかり、8巻に校訂された。元代以後、『東観漢記』はほとんど散佚した。

## 内容
『東観漢記校注』は全22巻からなり、その内容は以下の表の通りである。
| 紀   | 巻一   | 紀一                                                       | 世祖光武皇帝 |
| 紀   | 巻二   | 紀二                                                       | 顕宗孝明皇帝・粛宗孝章皇帝・穆宗孝和皇帝・孝殤皇帝 |
| 紀   | 巻三   | 紀三                                                       | 恭宗孝安皇帝・敬宗孝順皇帝・孝沖皇帝・孝質皇帝・威宗孝桓皇帝・孝霊皇帝 |
| 表   | 巻四   | 諸王表・王子侯表・功臣表・恩沢侯表・百官表                 | 諸王表・王子侯表・功臣表・恩沢侯表・百官表 |
| 志   | 巻五   | 律暦志・礼志・楽志・郊祀志・天文志・地理志・朝会志・車服志 | 律暦志・礼志・楽志・郊祀志・天文志・地理志・朝会志・車服志 |
| 伝   | 巻六   | 伝一 皇后                                                  | 光烈陰皇后・明徳馬皇后・章徳竇皇后・敬隠宋皇后・孝和陰皇后・和熹鄧皇后・安思閻皇后・順烈梁皇后・竇貴人・孝崇匽皇后・孝桓鄧皇后・霊帝宋皇后・霊思何皇后 |
| 伝   | 巻七   | 伝二 宗室諸王孝皇                                          | 斉武王縯・北海靖王興・北海敬王睦・趙孝王良・劉弘・劉梁・城陽恭王祉・東海恭王彊・沛献王輔・楚王英・済南安王康・東平憲王蒼・阜陵質王延・広陵思王荊・中山簡王焉・琅邪孝王京・彭城靖王恭・楽成靖王党・楽成王萇・下邳恵王衍・梁節王暢・清河王慶・平原王勝・孝穆皇・孝崇皇                                                                                                 |
| 伝   | 巻八   | 伝三                                                       | 劉玄・朱鮪・申屠志・王郎・蘇茂・龐萌・王閎・彭寵・盧芳 |
| 伝   | 巻九   | 伝四                                                       | 李通・鄧晨・来歙・鄧禹・鄧訓・鄧鴻・鄧陟・鄧悝・鄧弘・鄧閶・鄧豹・鄧遵・寇恂・馮異・馮彰・岑彭・岑起・賈復・賈宗・馮駿・張豊・秦豊・鄧奉 |
| 伝   | 巻十   | 伝五                                                       | 呉漢・蓋延・陳俊・陳浮・臧宮・耿況・耿弇・耿国・耿秉・耿恭・銚期・王覇・祭遵・祭肜・祭参・郭況・鄧譲・孫咸・蔣翊・楊正・耿嵩・張重・姜詩 |
| 伝   | 巻十一 | 伝六 中興功臣                                              | 任光・任隗・李忠・李純・邳彤・劉植・劉歆・劉嘉・耿純・朱祜・景丹・王梁・馬成・劉隆・傅俊・堅鐔・馬武 |
| 伝   | 巻十二 | 伝七                                                       | 竇融・竇固・竇憲・竇章・馬援・馬廖・馬防・馬光・馬客卿・馬厳・馬融・馬棱・朱勃・樊重・樊宏・樊鯈・樊梵・樊準・陰睦・陰識・陰興・陰傅 |
| 伝   | 巻十三 | 伝八                                                       | 卓茂・魯恭・魯丕・魏覇・劉寛・伏湛・伏盛・伏恭・伏晨・侯覇・韓歆・宋弘・馮勤・郭賀・趙憙・牟融・韋彪・韋豹・桓虞・趙勤・王阜・宋楊 |
| 伝   | 巻十四 | 伝九                                                       | 宣秉・宣彪・張湛・王丹・陳遵・王良・杜林・郭丹・呉良・承宮・鄭均・趙温・桓譚・馮衍・馮豹・田邑・申屠剛・鮑永・鮑昱・郅惲・蘇竟・郭伋・杜詩・孔奮・張堪・廉范・王堂 |
| 伝   | 巻十五 | 伝十                                                       | 朱浮・馮魴・馮石・虞延・鄭弘・梁統・梁竦・梁商・梁冀・梁不疑・張純・曹褒・鄭興・鄭衆・范升・陳元・賈逵・司馬均・汝郁・張覇・張楷・桓栄・桓郁・桓焉・桓典・桓鸞・桓礹・丁綝・丁鴻・楊喬・毛義・薛苞・劉平・趙孝・魏譚・倪萌・王琳・淳于恭・江革・劉般・劉愷・蔡順・趙咨                                                                                               |
| 伝   | 巻十六 | 伝十一                                                     | 班彪・班固・班超・班始・第五倫・玄賀・鍾離意・宋均・朱暉・楽恢・何敞・鄧彪・張況・張歆・張禹・徐防・張敏・胡広・袁安・張酺・韓棱・周栄・郭躬・趙興・陳寵・陳忠・尹勤・梁諷・何熙・応順・応奉・応劭・李恂・龐参・祝良・陳亀・巣堪・鄭璩・張表 |
| 伝   | 巻十七 | 伝十二                                                     | 崔篆・崔駰・崔瑗・崔寔・申屠蟠・閔貢・荀恁・馮良・楊震・楊秉・楊賜・張綱・陳球・杜安・杜根・李雲・蔡邕・左雄・周挙・黄香・黄瓊・黄琬・李固・陳寔・呉祐・任尚・張耽・朱遂・張奐・段熲・陳蕃・王允・李膺・郭泰・荀曇・劉祐・宗資・符融・韓卓・孔融・皇甫嵩・袁紹・呂布・丘騰・韓昭・趙序・韋毅・周珌・郭汜                                                             |
| 伝   | 巻十八 | 伝十三 彙伝                                                | 衛颯・茨充・任延・王景・秦彭・王渙・董宣・樊曄・李章・周紆・陽球・鄭衆・蔡倫・孫程・苗光・郭願・曹節・劉昆・劉軼・洼丹・觟陽鴻・楊政・欧陽歙・戴憑・牟長・尹敏・高詡・魏応・薛漢・召馴・周沢・孫堪・甄宇・張玄・李育・杜篤・高彪・李業・劉茂・所輔・温序・索盧放・李善・周嘉・李充・范丹・劉翊・郭鳳・郭玉・逢萌・周党・王覇・厳光・井丹・梁鴻・高鳳・鮑宣妻・龐淯母 |
| 伝   | 巻十九 | 伝十四 不明年代                                            | 蔣畳・丁邯・須誦・周行・劉訓・梁福・范康・宗慶・喜夷・卜福・翟歆・魏成・畢尋・段普・刑崇・陰猛・張意・沈豊・蕭彪・陳囂 |
| 伝   | 巻二十 | 伝十五 四裔                                                | 匈奴南単于・莋都夷・西羌・西域 |
| 載記 | 巻廿一 | 巻廿一                                                     | 王常・劉盆子・樊崇・呂母・隗囂・王元・公孫述・延岑・田戎 |
| 散句 | 巻廿二 | 巻廿二                                                     | 巻廿二 |
| 補遺 |        |                                                            | |
| 附録 |        |                                                            | |

## 後漢系図

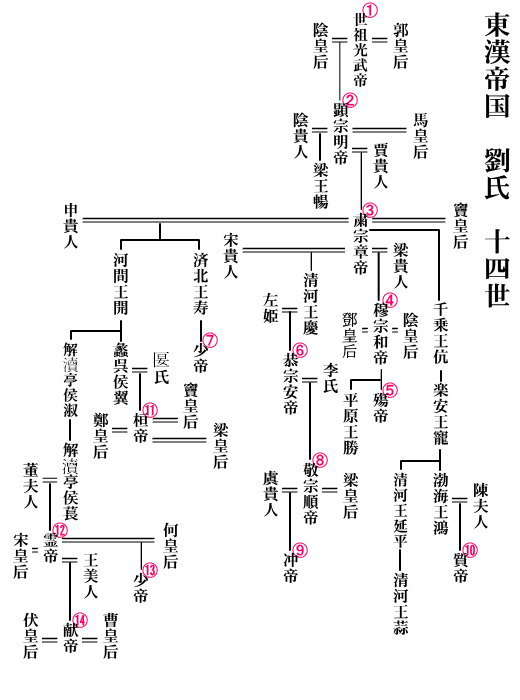